# Đại học Claremont McKenna
Đại học Claremont McKenna (tiếng anh: Claremont McKenna College, viết tắt là CMC) là một trường Đại học Giáo dục Khai phóng tư nhân phi lợi nhuận nằm tại Claremont, Los Angeles, California. Trường đặt trọng tâm về giảng dạy kinh tế, tài chính, quan hệ quốc tế, chính phủ và các vấn đề công chúng. Trường là thành viên của Liên minh Đại học Claremont cùng với Đại học Pomona, Viện Scripps, Đại học Harvey Mudd và Đại học Pitzer. Vào năm 2020, CMC là trường có tỉ lệ trúng tuyển thấp nhất trong số các trường Đại học theo mô hình giáo dục khai phóng và thấp thứ 10 tổng thể trong số tất cả các trường tại Mỹ trong kỳ tuyển sinh. Tuy nhiên, đến kỳ tuyển sinh 2022, CMC đã tụt xuống vị trí số 30 tại Mỹ.
Được thành lập vào năm 1946, trường tập trung chủ yếu vào giáo dục đại học. Tuy nhiên vào năm 2007, trường đã thành lập Trường Kinh tế và Tài chính Robert Day, nơi cung cấp các chương trình thạc sĩ tài chính và quản trị. Khác với các trường Đại học giáo dục khai phóng thường thiên về cánh tả, CMC vẫn có các giảng viên với định hướng chính trị cánh hữu. Tính đến  năm 2016, trường có 1.344 sinh viên đại học và sau đại học.

## Học thuật

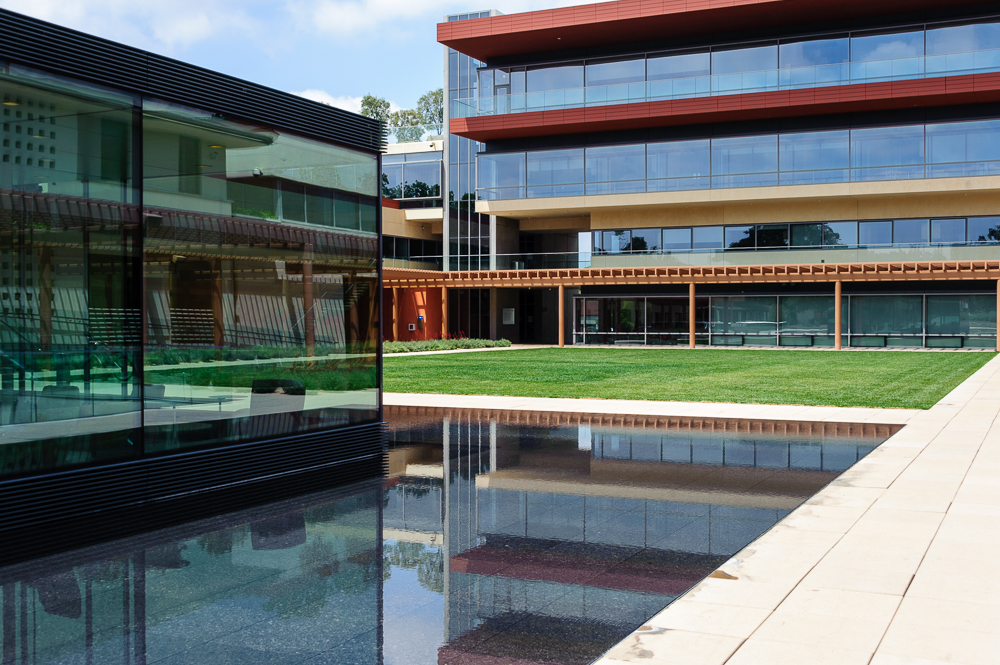
Trung tâm Kravis

Báo cáo mới nhất năm 2020 của US News & World Report đánh giá Claremont McKenna là trường Đại học Giáo dục Khai phóng tốt thứ 7 ở Mỹ. Năm 2019, Forbes xếp Claremont McKenna là trường Đại học Giáo dục Khai phóng tốt thứ 8. Tạp chí Phố Wall và Thời đại Giáo dục vào năm 2019 đã xếp Claremont Mckenna là trường Đại học Giáo dục Khai phóng tốt thứ 6 toàn quốc. Bảng xếp hạng 2020 của Parchment xếp CMC đứng thứ 6 trong số tất cả các Đại học trên toàn Hoa Kỳ và thứ 2 trong số các Đại học Khai phóng mà sinh viên muốn vào học nhất.
Claremont McKenna là trường đại học khó vào thứ 10 trên toàn nước Mỹ theo CollegeSimply. CMC cũng được US News & World Report xếp loại là "cạnh tranh cao nhất" trong việc tuyển sinh. Đối với lớp năm 2022, CMC chỉ chấp nhận 9.3% trong số 6272 ứng viên nộp đơn vào trường.
Trường hoạt động theo hệ thống học kỳ và có 12 khoa học thuật, 11 viện nghiên cứu và 33 chuyên ngành, phổ biến nhất là kinh tế, chính trị, tâm lý học, kế toán và quan hệ quốc tế. Với tư cách là thành viên của Liên minh Đại học Claremont, sinh viên tại CMC cũng có thể chọn học bất kỳ chuyên ngành nào không được cung cấp tại CMC tại một trong những trường đại học khác có chuyên ngành như vậy, chẳng hạn như học ngành khoa học máy tính tại Đại học Harvey Mudd và Đại học Pomona. Trường cũng cho phép sinh viên trong chương trình Kinh tế-Kỹ thuật được lấy 2 văn bằngː Cử nhân Kinh tế tại CMC và Cử nhân ngành Kỹ thuật (Khoa học máy tính, Quản lý thông tin, Vận trù học, Kỹ thuật cơ khí) tại những trường có liên kết đào tạo như Đại học Columbia, Đại học Cornell, Đại học Brown, Đại học Nam California.

Tỷ lệ sinh viên trên giảng viên tại CMC là 8:1 với quy mô lớp học trung bình là 18. Trên 85% số lớp học có ít hơn 19 sinh viên. Tỷ lệ tốt nghiệp sau sáu năm là 93,3%, và tỷ lệ duy trì sinh viên là 92,7%. Trường được xếp hạng thứ 30 trên toàn quốc về mức lương sinh viên tốt nghiệp theo Payscale. Nhiều sinh viên CMC chọn đi du học hoặc tham gia một trong hai chương trình thực tập tại Washington, D.C. và Thung lũng Silicon. Trong cả hai chương trình này, sinh viên hoàn thành chương trình thực tập toàn thời gian với bộ phận kinh doanh của các tập đoàn như Google, Apple, Tesla hoặc các văn phòng chính phủ như Nhà Trắng, và được giảng dạy vào ban đêm bởi các giáo sư của CMC đóng tại hai địa điểm trên.

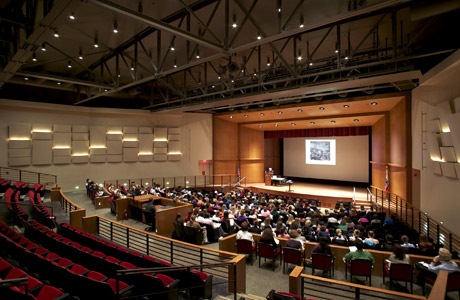
Nhà hát Garrison

## Cựu sinh viên và giảng viên nổi bật
Các cựu sinh viên đáng chú ý bao gồm:
- Cựu Chủ tịch và Giám đốc điều hành của Tập đoàn TCW, Robert Day (1965)
- Đối tác sáng lập của Quỹ Đầu tư KKR, George Roberts (1966)
- Chủ tịch và Giám đốc điều hành của Abercrombie & Fitch Co., Michael S. Jeffries (1966)
- Đối tác sáng lập của Quỹ Đầu tư KKR, Henry Kravis (1967)
- Giám đốc điều hành của Accenture Julie Sweet[21]
- Người sáng lập Perella Weinberg Partners và cựu Giám đốc thị trường châu Âu của Goldman Sachs, Peter Weinberg (1979)
- Giám đốc đầu tư của Cascade Investment và Quỹ Bill & Melinda Gates, Michael Larson (1980)
- Chủ tịch và Giám đốc điều hành của S&P Global, Douglas Peterson (1980)[22]
- Tuyên úy thứ 60 của Hạ viện Hoa Kỳ, Patrick J. Conroy (1972)
- Thống đốc tiểu bang Montana, Steve Bullock (1988)
- Diễn viên Robin Williams (không tốt nghiệp)
- Nhà tư vấn chính trị Thomas B. Hofeller
- Nhà báo và nhà lý luận thuyết âm mưu Charles C. Johnson (2011)
- Chủ tịch Ủy ban House Rules David Dreier (1975)

Giảng viên đáng chú ý bao gồm:
- Chuyên gia kinh tế cao cấp trong Hội đồng cố vấn kinh tế cho Tổng thống Hoa Kỳ, Eric Helland
- Người viết bài phát biểu cho Tổng thống Hoa Kỳ và diễn viên hài Mort Sahl
- Nhà khoa học chính trị Bùi Mẫn Hân
- Học giả cánh hữu Charles Kesler
- Học giả Ả Rập Bassam Frangieh
- Tác giả Jamaica Kincaid
- Nhà khoa học chính trị Ken Miller